# Bourg-Argental
Bourg-Argental ist eine französische Gemeinde mit 2920 Einwohnern (Stand 1. Januar 2022) im Département Loire in der Region Auvergne-Rhône-Alpes im Kanton Le Pilat und Teil des Kommunalverbandes Monts du Pilat. Die Gemeinde gehört zum Regionalen Naturpark Pilat. Durch sie verläuft die ehemalige Route nationale 82.

## Bevölkerungsentwicklung
| Jahr                       | 1962 | 1968 | 1975 | 1982 | 1990 | 1999 | 2006 | 2009 | 2017 |
| Einwohner                  | 3035 | 3091 | 3239 | 3150 | 2877 | 2767 | 2926 | 3008 | 2922 |
| Quellen: Cassini und INSEE |      |      |      |      |      |      |      |      |      |

## Persönlichkeiten

### Söhne und Töchter der Gemeinde
- François-Auguste-Ferdinand Donnet (1795–1882), römisch-katholischer Geistlicher, Erzbischof von Bordeaux 1836–1882, Kardinal
- Pierre Guyotat (1940–2020), Schriftsteller

### Mit der Gemeinde verbundene Persönlichkeiten
- Jacques Mathon de La Cour (1712–1777), Mathematiker und Mechaniker